# Mentha pulegium
La menta poleggio (Mentha pulegium L., 1753), spesso conosciuta anche come menta romana, è una pianta erbacea perenne appartenente alla famiglia Lamiaceae. Come tutte le specie incluse nella famiglia emette un caratteristico odore aromatico molto intenso.

## Descrizione

### Portamento
La pianta può raggiungere altezze comprese tra i 15 ed i 60 centimetri. Il fusto è eretto e di colore rossastro, dalla forma quadrangolare e ricoperto da una fine peluria.

### Foglie
Le foglie sono lunghe 1-2 centimetri, dotate di un corto picciolo, di forma lanceolata o lineare e leggermente arcuate. Il margine può essere intero o dentellato. Sono ricoperte da piccolissimi peli ghiandolari, responsabili della produzione dell'essenza aromatica che ne caratterizza l'odore.

### Fiori
I fiori sono numerosi e raggruppati in verticilli di forma sferica, del diametro di 1-2 centimetri, che si formano alla base delle foglie. Il calice è piccolo e formato da quattro lobi poco differenziati tra loro. La corolla è di colore rosato e lunga 4-6 millimetri. La fioritura avviene nel periodo estivo, compreso tra i mesi di maggio e settembre.

### Radici
L'apparato radicale è fascicolato. I fusti striscianti sono in grado di formare radici nei punti nodali.

## Distribuzione e habitat
È diffusa in tutti i paesi del bacino del Mediterraneo. In America settentrionale è distribuita principalmente negli Stati della costa occidentale. Il suo habitat naturale è rappresentato dalle aree umide quali le sponde dei corsi d'acqua e degli stagni. Vegeta a quote comprese tra 0 e 1.200 metri.

## Tossicità
L'olio essenziale di pulegio non dovrebbe mai essere ingerito poiché è fortemente tossico; anche a piccole dosi, il suo consumo può provocare la morte. Si ritiene che il suo metabolita mentofurano sia il principale agente tossico. Sono state notate complicanze dovute al tentativo di usare l'olio per l'autoinduzione dell'aborto. Ad esempio, nel 1978, una diciottenne incinta di Denver, Colorado, morì entro una settimana dal consumo di circa trenta grammi di olio concentrato di pulegio nel tentativo di autoprocurarsi l'aborto. Esistono numerosi studi che dimostrano la tossicità di quest'olio sia per l'uomo che per l'animale.
Dal momento che il Congresso degli Stati Uniti ha approvato il "Dietary Supplement Health and Education Act" nell'ottobre 1994 tutte le preparazioni a base di olio di pulegio americane recano un'etichetta di avvertimento contro il suo uso in gravidanza, quantunque l'uso di quest'olio non sia regolato dalla Food and Drug Administration.

## Usi

### Gastronomia
Questa pianta, che a Roma e dintorni è chiamata menta romana, è usata nella capitale per insaporire l'agnello e la trippa alla romana. Nell'uso culinario non deve essere confusa con la mentuccia o nepitella (Clinopodium nepeta), la quale a Roma viene usata per la preparazione dei carciofi alla romana.
A Casali d'Aschi (Abruzzo) questa pianta è chiamata "Piliero", e viene usata per insaporire la panzanella con il pomodoro.
A San Lorenzo Bellizzi (Calabria) questa pianta si trova facilmente lungo i fiumiciattoli di montagna ed è chiamata "Pulij". Veniva e viene usata come digestivo e rimedio post-sbornia sotto forma di decotto. Viene utilizzata anche in altre ricette locali diverse in base ad ogni famiglia.
A Grottaminarda (Campania) viene utilizzata per insaporire la salsa di pomodoro che condisce i "cicatielli" (pasta fresca locale simile al cavatello). La pianta, che in dialetto è nota come "pulieo", viene servita nei "cicatielli col pulieo".
A Dorgali (Sardegna), alla chiamata "Entredda", ossia lo stomaco della pecora riempito del suo stesso sangue, viene aggiunto del pane carasau grattugiato, del pecorino grattugiato, del grasso animale e questa particolare erba aromatica che si trova nelle zone umide. 

## Galleria d'immagini

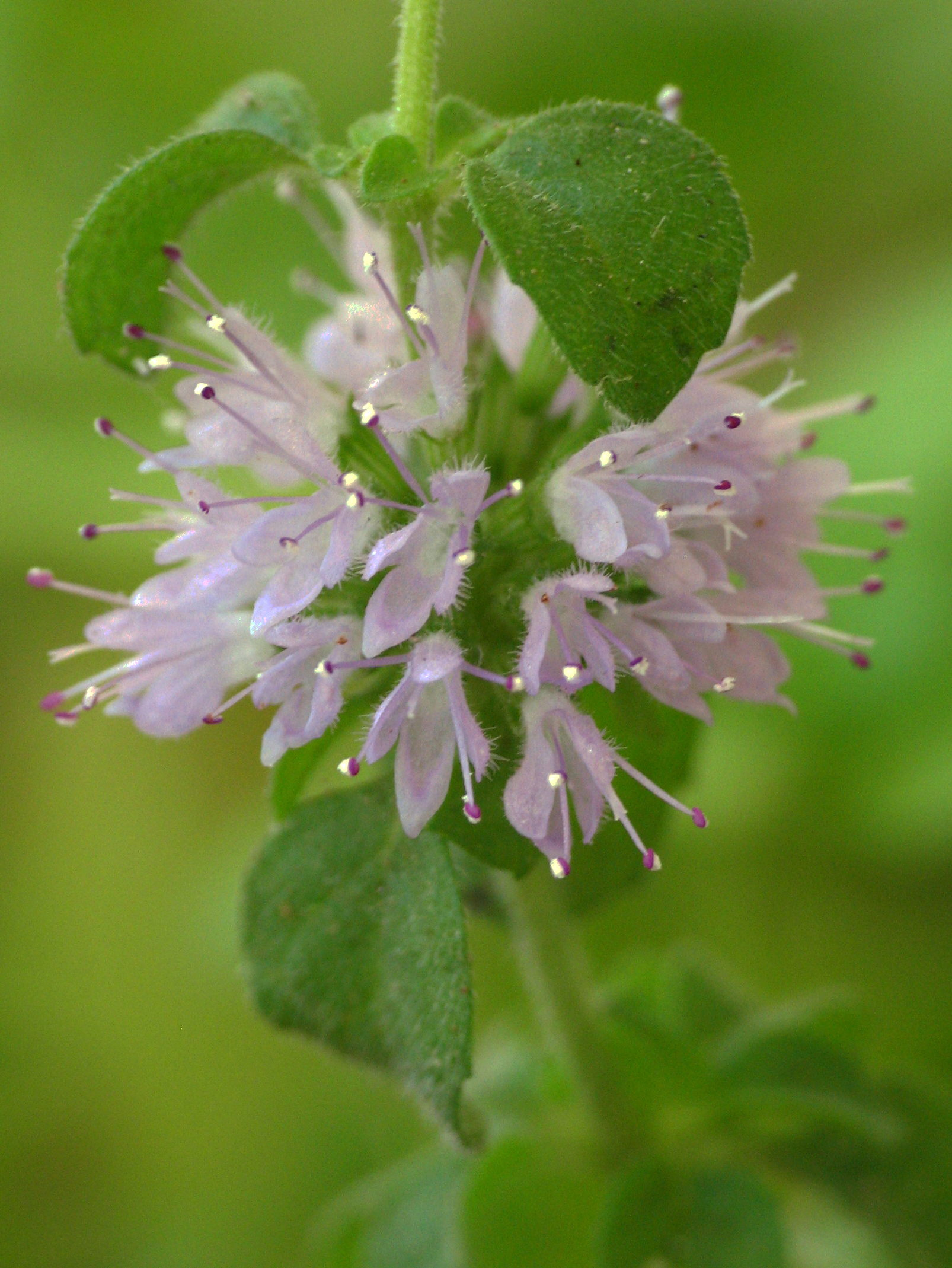
Fiori
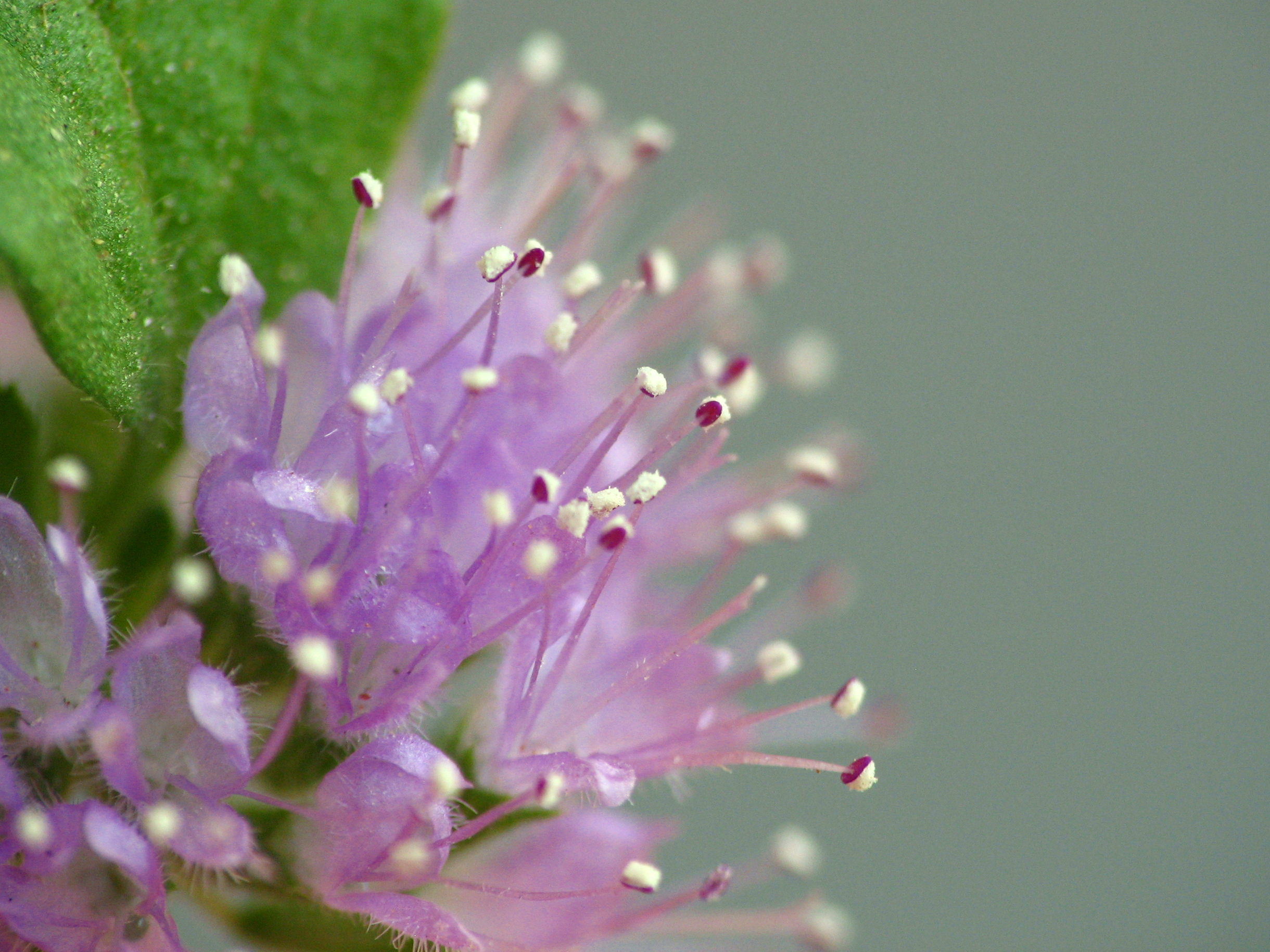
Fiori - particolare delle antere
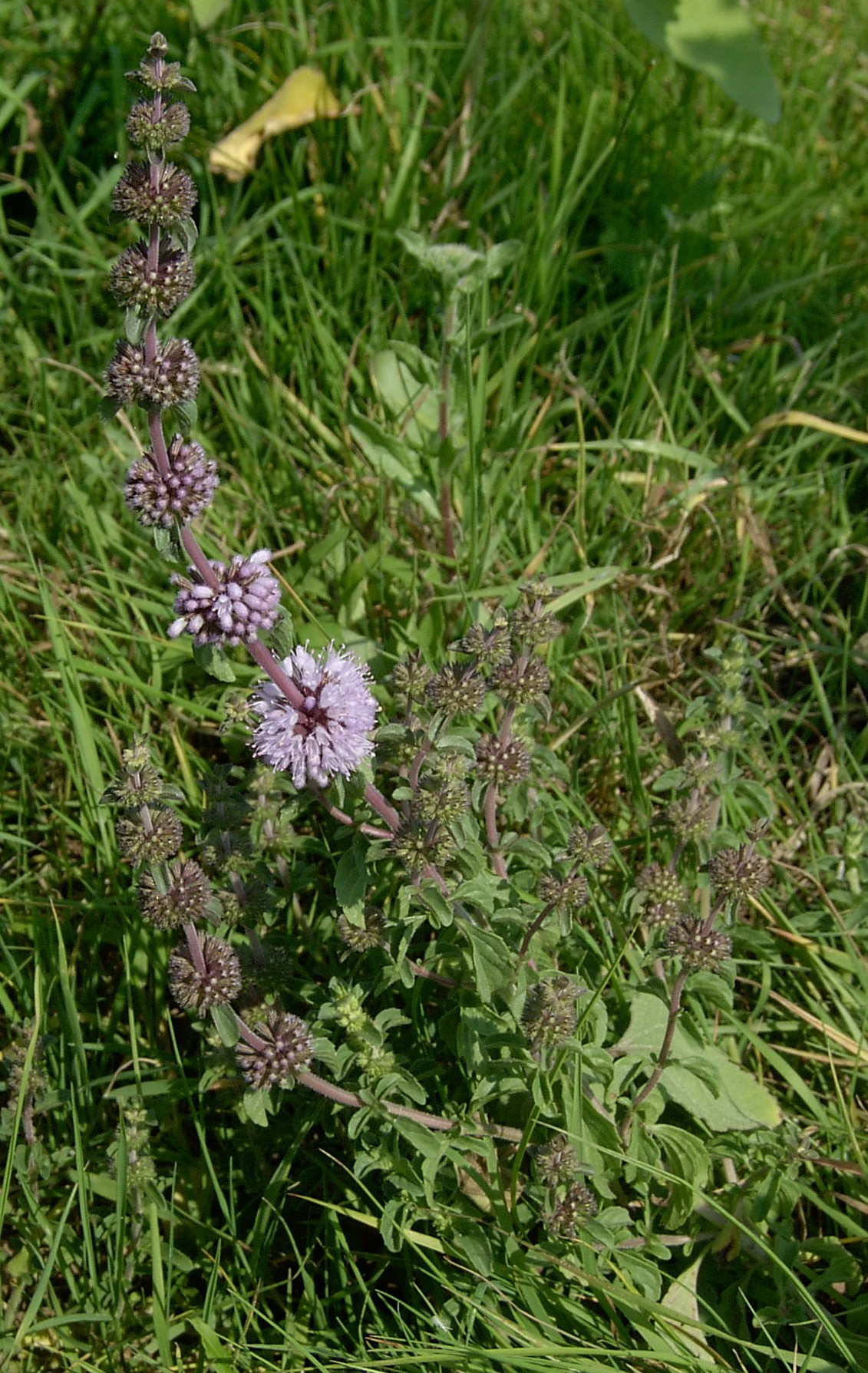
Pianta intera
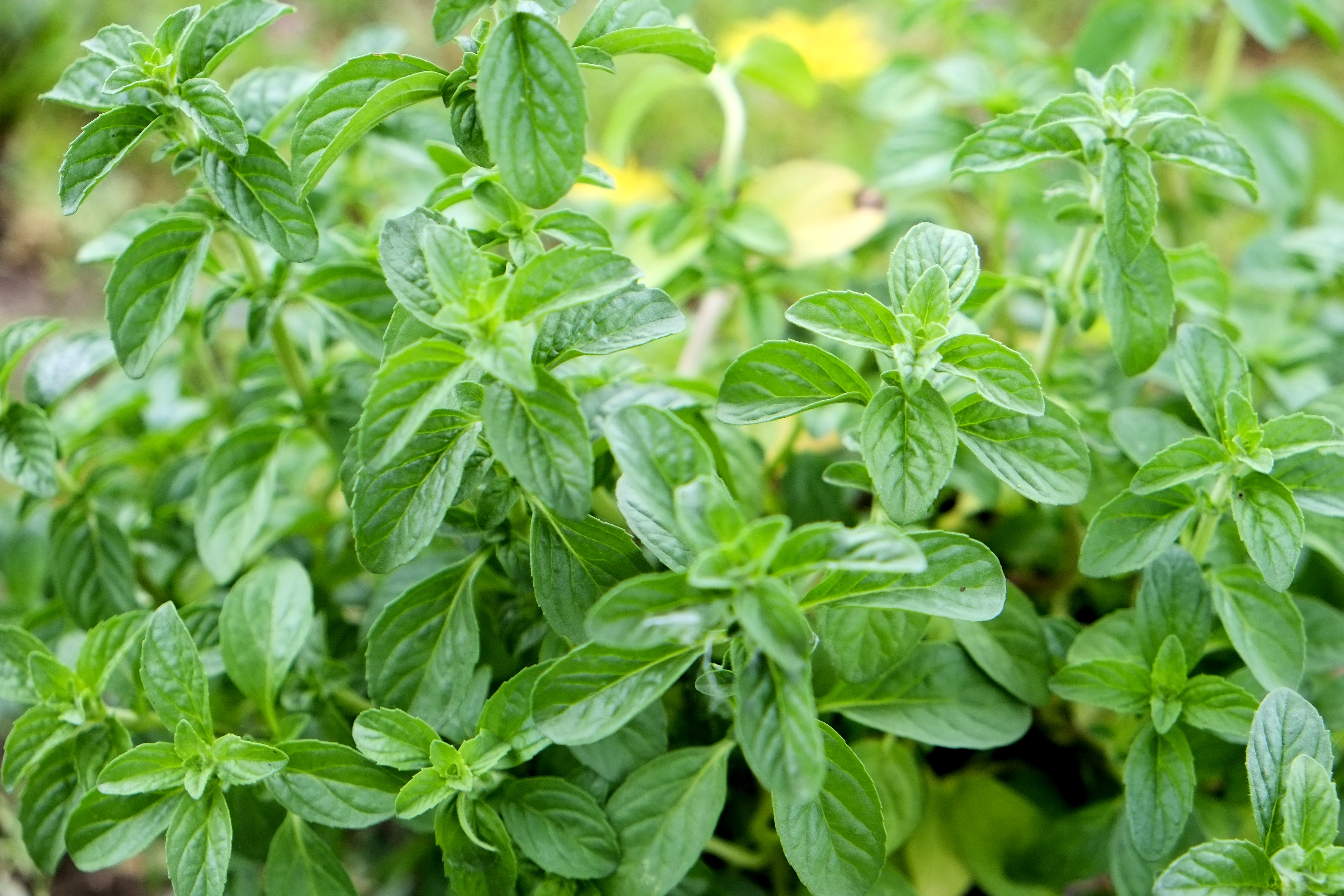
Foglie